# 足立電気石
足立電気石（あだちでんきせき、 Adachiite）は2014年に発表された日本産新鉱物で、東京大学の鉱物学者浜根大輔などにより、大分県の木浦鉱山から発見された。 化学組成はCaFe2+3Al6(Si5AlO18)(BO3)3(OH)3(OH)で、三方晶系。電気石スーパーグループに属する。宮崎県在住で地学教育者の足立富男（1923年-2021年）の功績を称えて命名された。
電気石としては初めて発見された、アルミニウムがケイ素より多く含まれる「チェルマック置換型」の鉱物である。産地では、鉄電気石と累帯している。通常は黒色の柱状結晶の集合体として産出し、光を当てると黒色から紫褐色。モース硬度は7。